# Daniel De Leon
Daniel De Leon (14 décembre 1852, Coro, Venezuela-11 mai 1914, New York) est un leader socialiste et syndical américain d'origine antillo-néerlandaise et de confession juive[réf. nécessaire]. Il a joué un rôle important dans la fondation du Parti ouvrier socialiste d'Amérique (SLP) et des Industrial Workers of the World (IWW). Il se définissait lui-même comme marxiste. Les socialistes américains qui se réfèrent à sa pensée parlent de Marxism-Deleonism ou de De Leonism.

## Naissance et premières années
Daniel De Leon est né le 14 décembre 1852 à Coro où son père, Salomon De Leon, était officier de l'armée néerlandaise. Sa famille est supposée avoir une origine séfarade. Le père de Daniel De Leon meurt le 18 janvier 1865 et est enterré dans le nouveau cimetière juif de Curaçao.

Daniel De Leon quitte alors son île natale pour l'Allemagne où il étudie d'abord au Gymnasium de Hildesheim, puis il intègre en 1870 l'université de Leyde où il étudie la médecine pendant deux ou quatre ans, mais sans obtenir le diplôme. En 1872 ou 1874, il immigre à New York. Après avoir enseigné quelque temps les langues, il entre à Columbia College en 1876 et obtient un Bachelor of Laws en 1878. Il devient alors procureur à Brownsville au Texas, avant de revenir à New York en 1882. Il commence alors une carrière d'enseignant en Sciences politiques à l'université Columbia où il enseigne jusqu'en 1889. En 1883, il retourne à Curaçao pour se marier avec Sarah Lobo, issue d'une grande famille judéo-espagnole des Antilles néerlandaises et du Venezuela.

## Engagements

### Dirigeant socialiste
Daniel De Leon s'engage publiquement en politique en 1886, en soutenant Henry George lors de sa première candidature comme Maire de New York. En 1890, il rejoint le Parti ouvrier socialiste d'Amérique ((en) : Socialist Labor Party, SLP) dont il devient une figure éminente. 
Comme le relève l'historien Bernard Johnpoll, le SLP que Daniel De Leon rejoint en 1890 diffère peu de l'organisation fondée à la fin des années 1870, il reste un parti largement germanophone dans un pays anglophone. Seules 17 des 77 sections du parti utilisent l'anglais comme langue de communication et seuls deux des membres du National Executives Committee parlent l'anglais couramment. L'arrivée d'un érudit multilingue, comme De Leon, très à l'aise en anglais, a été vu comme un grand succès pour le SLP.

Le printemps suivant, il est engagé comme National Organizer du parti et commence à sillonner le pays entier pour parler au nom du SLP. À l'automne 1891, il est le candidat du SLP pour le poste de gouverneur de l'État de New York, obtenant le score respectable de 14 651 voix.

En 1892, De Leon est élu rédacteur du Weekly People, l'organe anglophone officiel du SLP. Il garde ce poste important jusqu'à sa mort. Bien que n'étant pas le chef officiel du parti, Daniel De Leon en est alors devenu la figure la plus influente et la plus connue à l'extérieur de l'organisation.

### Syndicaliste offensif
Dès sa création en 1886, De Leon reproche à la Fédération américaine du travail de développer une orientation corporatiste et de diviser ainsi la classe ouvrière. Proche d'abord des Chevaliers du travail, il s'engage ensuite dans la création d'une nouvelle organisation, la Socialist Trade and Labor Alliance en 1895. En 1905, il soutient la création des Industrial Workers of the World, un syndicat proche des conceptions syndicalistes révolutionnaires. La collaboration est cependant difficile, car De Leon défend le rôle des partis politiques contre l'action directe défendue par les wobbies. La controverse prend une telle intensité que les wobbies membres du SLP fondent une organisation concurrente en 1908, la Workers' International Industrial Union qui survit une dizaine d'années, sans supplanter les IWW, ni d'ailleurs l'AFL.

## Dernières années
Après ces controverses difficiles, Daniel De Leon meurt à New York, le 11 mai 1914. Il reste à ce jour comme la figure la plus éminente du socialisme américain.